# Kachibona Lake
Der Kachibona Lake ist ein kleiner See im Hochland des Morne Diablotins (Macatrin).

## Geographie
Der See wird von einem Quellbach des Coulibistrie River gespeist der ebenfalls den Abfluss bildet. Er liegt auf einer Höhe von 780 Metern über dem Meeresspiegel; er hat nur etwa 200 m Durchmesser.
Im 18. Jahrhundert und Anfang des 19. Jahrhunderts diente die Umgebung des Sees als Rückzugsort für entlaufene Sklaven (Negres Marons /negres mawons), unter anderem des Anführers Pharcelle.